# Bilan de masse d'un glacier

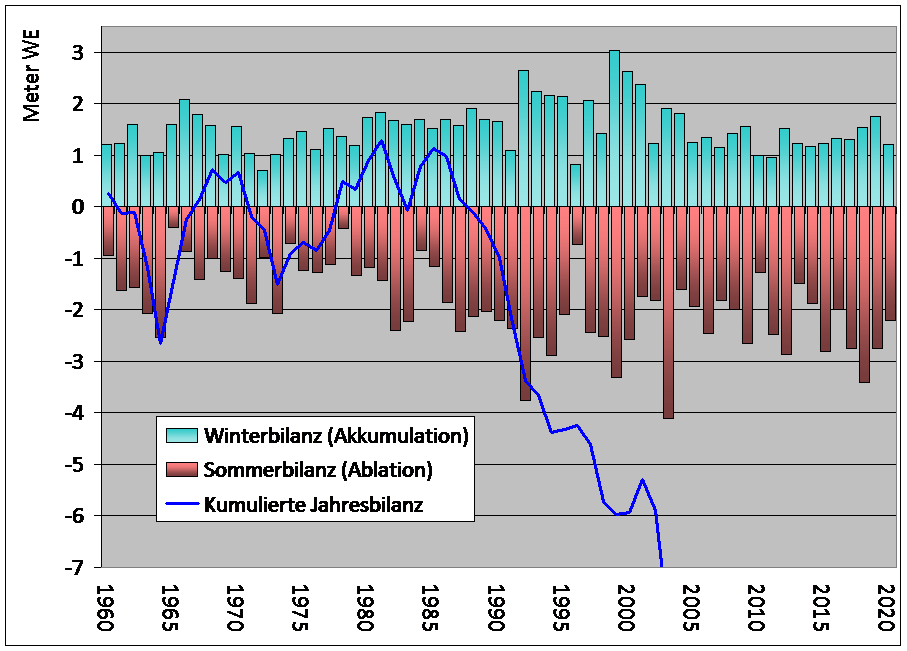
Bilan de masse du Glacier du Silvretta. En bleu clair : bilan hivernal (accumulation). En rouge : bilan estival (ablation). La courbe bleue correspond au bilan total de masse du glacier. La perte est telle que la courbe disparait du diagramme à partir de 2003. La valeur atteinte en 2020 est de -23,7 mètres.

Le  bilan de masse d'un glacier est la différence entre la masse gagnée, dite accumulation, et la masse perdue par disparition de la neige ou de la glace, dite ablation.
Le gain ou la perte de masse totale d'un glacier, d'une calotte glaciaire ou d'un inlandsis au cours d'un cycle hydrologique — généralement un an — est appelé bilan de masse total. Le bilan de masse spécifique est la variation de masse sur une période de temps déterminée, spécifique à une zone délimitée du glacier. Le plus souvent, le bilan massique total est déterminé par intégration des différentes données de bilan de masse spécifique réparties sur la zone glaciaire. En divisant le bilan de masse total par la superficie du glacier, on obtient le bilan de masse spécifique moyen, qui permet de comparer le comportement de différents glaciers. Il s'agit de la quantité la plus largement publiée, généralement exprimée en millimètres ou en mètres d'équivalent eau par an ; elle peut être considérée comme la variation moyenne de l'épaisseur de la glace. Elle est aussi souvent abrégée en bilan massique annuel.
Enfin d'autres mesures, plus simples à calculer, se concentrent uniquement sur la partie supérieure des glaciers et calottes glaciaires : il s'agit alors du bilan de masse de surface (BMS). Si le bilan de masse est positif sur plusieurs années, le front du glacier avance, s'il est négatif, il recule. 
La plus grande partie de l'accumulation provient des chutes de neige, influencées par le vent et les avalanches. La plus grande perte de masse dans la plupart des glaciers est causée par la fonte de la neige, du névé ou de la glace à la surface. Mais d'autres processus peuvent également être importants : le vêlage a un rôle significatif sur les plates-formes de glace et les glaciers au contact de la mer ;  les glaciers suspendus abrupts perdent beaucoup de masse à cause des avalanches, et dans les zones sèches la sublimation de la neige soufflée est un facteur non négligeable.
Il existe différentes méthodes pour déterminer le bilan de masse d'un glacier. La méthode la plus ancienne et encore fondamentale est la méthode dite glaciologique. Celle-ci mesure le changement de niveau de surface en différents points répartis sur le glacier. À partir de là, le bilan de masse spécifique à ce point est déterminé en estimant la densité du névé ou de la glace près de la surface. Connaître la masse totale d'un glacier n'est pas nécessaire pour déterminer son bilan de masse, et elle n'est souvent pas connue exactement.

## Objectifs
L'objectif de la détermination du bilan de masse des glaciers a toujours été de mieux comprendre et prédire le comportement des glaciers, en particulier en ce qui concerne les catastrophes induites par les glaciers telles que les débordements des lacs glaciaires . De plus, le développement du bilan de masse d'un glacier est généralement une réaction très souvent immédiate à un changement climatique. Par conséquent, une motivation importante de la détermination détaillée des bilans de masse est d'établir le lien entre le climat et les changements induits sur les glaciers — leur dynamique — pour mieux le comprendre. D'une part, cela permet de tirer des conclusions sur l'évolution du climat à partir du comportement historique des glaciers, d’autre part cela permet une représentation plus précise du comportement des glaciers dans les modèles climatiques. L'aspect hydrologique est également important, aussi bien au niveau régional en ce qui concerne l'approvisionnement futur en eau potable, qu'au niveau mondial dans la prévision de l'élévation attendue du niveau de la mer, en particulier avec la part respective des contributions des calottes glaciaires du Groenland et de l'Antarctique et celle des autres glaciers, et la rapidité de ces évolutions,.

## Définitions

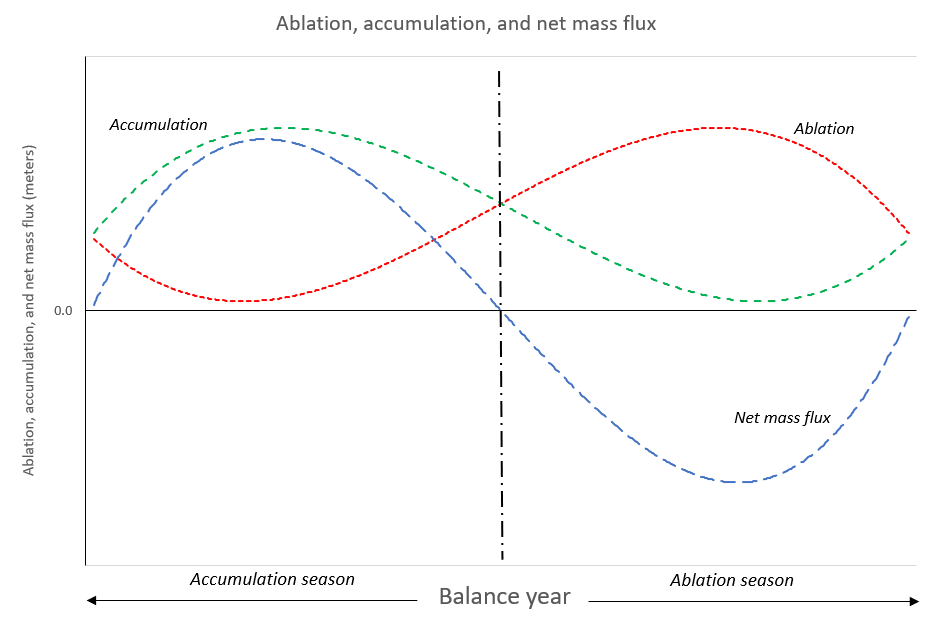
Courbe d'un bilan net résultant de la différence entre ses deux composantes : accumulation et ablation (présentée ici sous forme d'un chiffre positif). Ici, le bilan annuel est à l'équilibre.

### Accumulation
Les différents processus par lesquels un glacier peut gagner de la masse sont désignés sous le nom d'accumulation. Les chutes de neige sont la forme d'accumulation la plus évidente. Les avalanches, en particulier dans les environnements montagneux escarpés, peuvent également ajouter de la masse à un glacier. D'autres apports comprennent le dépôt de la neige soufflée par le vent ; la congélation de l'eau liquide, y compris l'eau de pluie et l'eau de fonte ; le dépôt de givre sous diverses formes ; et l'expansion d'une zone de glace flottante par la congélation de glace supplémentaire. Les chutes de neige sont la forme prédominante d'accumulation, mais dans des situations spécifiques, d'autres processus peuvent être plus importants ; par exemple, les avalanches peuvent être beaucoup plus importantes que les chutes de neige dans les petits cirques. 
L'accumulation peut être mesurée en un seul point sur le glacier, ou pour n'importe quelle zone du glacier. Elle est mesurée en mètres, rapportée à son équivalent en eau : une accumulation d'un mètre signifie que la masse de glace supplémentaire pour cette zone, si elle se transformait en eau, augmenterait la profondeur du glacier d'un mètre. Elle peut aussi être exprimée en masse globale, ou comme épaisseur de glace représentée par cette masse.

### Ablation
L'ablation est l'inverse de l'accumulation : elle regroupe l'ensemble des processus par lesquels un glacier peut perdre de la masse. Le principal processus d'ablation pour la plupart des glaciers entièrement terrestres est la fonte ; la chaleur qui provoque la fonte peut provenir de la lumière du soleil, de l'air ambiant, de la pluie tombant sur le glacier ou de la chaleur géothermique sous le lit du glacier. La sublimation de la glace en vapeur est un mécanisme d'ablation important pour les glaciers dans les environnements arides, à haute altitude et dans les environnements très froids, et peut expliquer toute la perte de glace de surface dans certains cas, comme le glacier Taylor dans les montagnes trans-antarctiques. La sublimation consomme beaucoup d'énergie, par rapport à la fusion, de sorte que des niveaux élevés de sublimation ont pour effet de réduire l'ablation globale. 
La neige peut également être érodée des glaciers par le vent, et les avalanches peuvent enlever la neige et la glace ; ceux-ci peuvent être importants dans certains glaciers. Le vêlage, dans lequel la glace se détache du bord d'un glacier côtoyant l'eau, pour former des icebergs, est un mode d'ablation significatif pour de nombreux glaciers. 
Comme pour l'accumulation, l'ablation peut être mesurée en un seul point sur le glacier, ou pour n'importe quelle zone du glacier, et les unités sont exprimées en mètres.

### Bilan de masse
Le bilan de masse d'un glacier est la variation nette de sa masse sur une année d'équilibre ou une année fixe. Si l'accumulation dépasse l'ablation pour une année donnée, le bilan de masse est positif ; si l'inverse est vrai, le bilan de masse est négatif. Ces termes peuvent être appliqués à un point particulier du glacier pour donner le « bilan de masse spécifique » pour ce point ; ou à l'ensemble du glacier ou à toute zone de taille intermédiaire.
Pour de nombreux glaciers, l'accumulation est concentrée en hiver et l'ablation en été ; ceux-ci sont appelés glaciers d'« accumulation hivernale ». Pour certains glaciers, le climat local entraîne une accumulation et une ablation qui se produisent toutes deux au cours de la même saison. Ceux-ci sont connus sous le nom de glaciers « d'accumulation estivale » ; on en trouve des exemples dans l'Himalaya et au Tibet. Dans ce cas, les couches annuelles de neige qui facilitent le suivi des glaciers d'accumulation hivernale par la méthode stratigraphique ne sont pas utilisables, et un suivi à date fixe est préférable.
Le bilan de masse spécifique (à chacun de ses points) est exprimé en volume équivalent en eau par an.

### Bilan de masse de surface
La notion est proche de la précédente, mais se limite au bilan des ablation et accumulation sur la face supérieure du glacier, et donc dues aux contacts avec l'atmosphère. Il tient ainsi compte des précipitations de pluie et de neige qui se sont accumulées sur les surfaces supérieures des glaciers et calottes glaciaires et des pertes dues à la fonte, au ruissellement et à l'évaporation éventuelle. Pour la NASA, elle n'inclut pas la glace perdue sur la partie inférieure en raison du vêlage et de l'amincissement résultant du contact avec les eaux chaudes de l'océan, ni du contact avec le sol. Certaines mesures prennent toutefois en compte la partie supérieure du vêlage.

### Ligne d'équilibre

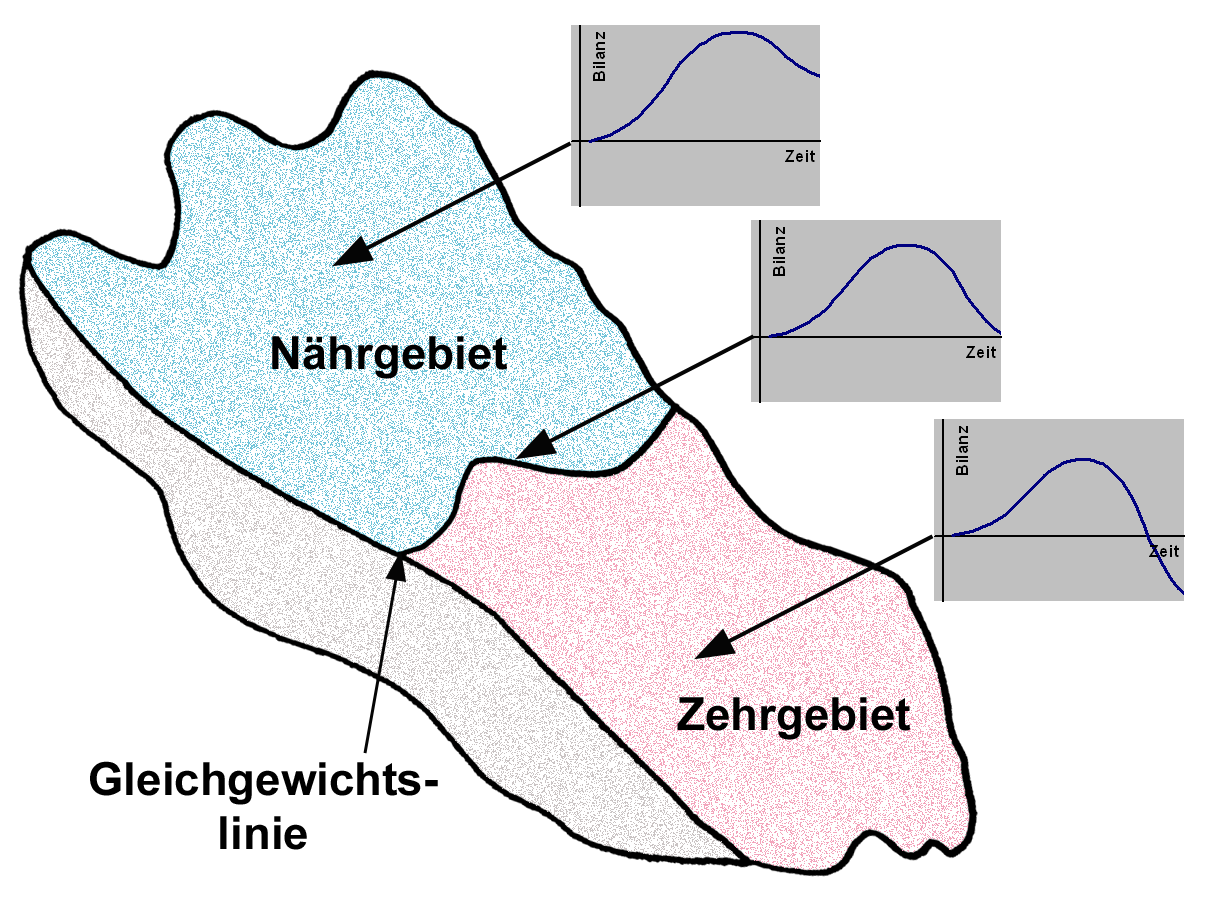
En bleu la zone d'accumulation, en rose celle d'ablation. La limite entre les deux constitue la ligne d'équilibre (ELA).

Pour les glaciers d'accumulation hivernale, le bilan de masse spécifique est généralement positif pour la partie supérieure du glacier - en d'autres termes, la zone d'accumulation du glacier est la partie supérieure de sa surface. La ligne séparant la zone d'accumulation de la zone d'ablation - la partie inférieure du glacier - est appelée ligne d'équilibre ; c'est la ligne où le solde net spécifique est égal à zéro. L'altitude de la ligne d'équilibre, abrégée en ELA, est un indicateur clé de la santé du glacier; et comme l'ELA est généralement plus facile à mesurer que le bilan de masse global du glacier, elle est souvent considérée comme une approximation du bilan de masse.

### Taux, flux massique et année d'équilibre

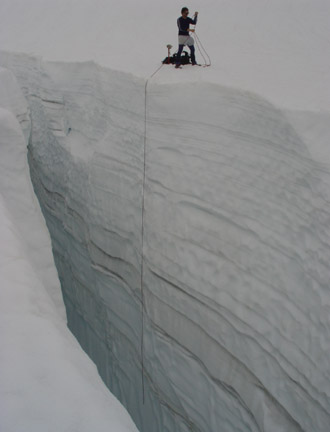
Crevasse dans le glacier d'Easton des North Cascades en Amérique du Nord, mettant en évidence l'accumulation par strates des différentes années de neige.

Les glaciers accumulent généralement de la masse pendant une partie de l'année et en perdent de la masse le reste de l'année ; ce sont respectivement la « saison d'accumulation » et la « saison d'ablation ». Cette définition signifie que le taux d'accumulation est supérieur au taux d'ablation pendant la saison d'accumulation, et inversement pendant la saison d'ablation. Une « année d'équilibre » est définie comme le temps entre deux minima consécutifs dans la masse des glaciers, allant du début d'une saison d'accumulation au début de la suivante. La surface de neige à ces minima, où la neige recommence à s'accumuler au début de chaque saison d'accumulation, est identifiable dans la stratigraphie de la neige, de sorte que l'utilisation des années d'équilibre pour mesurer le bilan de masse des glaciers est connue sous le nom de méthode stratigraphique. L'une des alternatives consiste à utiliser une date calendaire fixe, mais cela nécessite une visite sur le terrain du glacier chaque année à cette date, et il n'est donc pas toujours possible de respecter strictement les dates exactes pour la méthode de l'année fixe.

### Symboles
Les variables standard les plus fréquemment utilisées dans la recherche sur le bilan massique sont :
- a - ablation
- c - accumulation
- b – bilan de masse (c + a)
- ρ – densité
- h – épaisseur du glacier
- S – aire d'une zone
- V - volume
- AAR - rapport de zone d'accumulation (ratio entre l'aire de la zone d'accumulation et l'aire totale du glacier)
- ELA - altitude de la ligne d'équilibre.

Par défaut, un terme en minuscule fait référence à la valeur en un point précis de la surface du glacier ; un terme en majuscule fait référence à la valeur sur l'ensemble du glacier.

### Gradient de bilan de masse
Le gradient du bilan de masse désigne le taux de variation de ce bilan en fonction de l'altitude de chacun de ses points ; il est représenté par une courbe de pente plus ou moins forte centrée sur l'ELA, tenant compte des masses soustraites en ablation et acquises en accumulation.  C'est l'un des éléments clés pour déterminer le temps de réponse d'un glacier au variations climatiques. Les glaciers situés dans des zones tempérés connaissent des accumulations et des ablations plus massives que ceux situés dans les zones polaires ; leur gradient massique est plus élevé, et ils ont généralement un temps de réponse plus court et une sensibilité plus grande aux variations du climat. 

## Techniques de mesure

### Méthode directe (glaciologique)
Pour déterminer le bilan de masse dans la zone d'accumulation, l'épaisseur du manteau neigeux est mesurée par balisage, sondage, carottage, creusement d'un puits ou stratigraphie des couches annuelles révélées sur la paroi d'une crevasse. Semblables aux cernes des arbres, ces couches sont dues au dépôt de poussière d'été et à d'autres effets saisonniers. L'avantage de la stratigraphie en crevasse est qu'elle fournit une mesure bidimensionnelle de la couche de neige, et non une mesure ponctuelle. Elle est également utilisable dans des profondeurs où le sondage ou les fosses à neige ne sont pas réalisables. Dans les glaciers tempérés, la résistance d'insertion d'une sonde augmente brusquement lorsque sa pointe atteint la glace qui s'est formée l'année précédente. La profondeur de la sonde est une mesure de l'accumulation nette au-dessus de cette couche. Des fosses à neige creusées dans le manteau neigeux résiduel des hivers précédents sont utilisées pour déterminer l'épaisseur et la densité du manteau neigeux. Le bilan de masse du manteau neigeux est le produit de la densité et de la profondeur. Quelle que soit la technique de mesure de la profondeur, la profondeur observée est multipliée par la densité du manteau neigeux pour déterminer l'accumulation en équivalent eau. Il est nécessaire de mesurer la densité au printemps car la densité du manteau neigeux varie. La mesure de la densité du manteau neigeux effectuée à la fin de la saison d'ablation donne des valeurs cohérentes pour une zone particulière sur les glaciers alpins tempérés et n'a pas besoin d'être mesurée chaque année.  
Dans la zone d'ablation, les mesures sont réalisées à l'aide de piquets insérés verticalement dans le glacier soit à la fin de la saison de fonte précédente, soit, lorsque les précipitations sont abondantes, au début de celle en cours (balises d'ablation), avec une mesure séparée du bilan d'hiver. La longueur du piquet exposé par la fonte des glaces est mesurée à la fin de la saison de fonte (ablation). La plupart des piquets doivent être remplacés chaque année ou même en milieu d'été. Pour parer cet inconvénient, on utilise des trains de perches de 2 mètres chacune, reliées entre elles par des cordonnets, le train étant fixé au sol à sa base.  

### Méthodes indirectes basées sur la méthode glaciologique

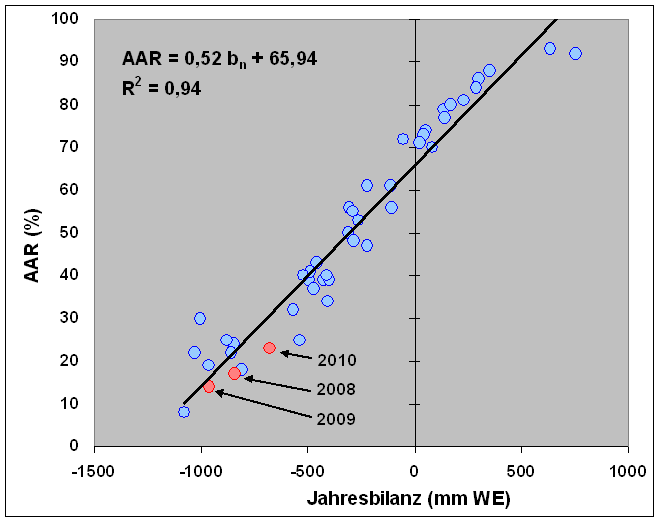
Bilan de masse annuel et AAR du Vernagtferner pour les années 1965 à 2010. Les éléments des trois dernières années sont mis en évidence. Le coefficient de détermination (R²) de la droite de régression est de 0,94 dans ce cas, ce qui est une bonne approximation

Les mesures passées ont montré que le profil de hauteur des bilans de masse spécifiques de nombreux glaciers est très similaire sur plusieurs années et ne change essentiellement qu'en fonction des conditions météorologiques de l'année concernée. Cela permet de se limiter à quelques points de mesure les plus représentatifs possibles  les années suivantes et de pouvoir encore estimer le bilan de masse de l'ensemble du glacier avec une précision suffisante.  Il existe également une corrélation pour de nombreux glaciers entre le bilan massique spécifique moyen et la hauteur de la ligne d'équilibre (ELA) ou le rapport de la surface de la zone d'accumulation à la surface totale (AAR). De cette manière, le bilan de masse spécifique peut être calculé approximativement à partir de l'ELA ou de l'AAR sur la base d'une formule intégrant les données historiques constatées par des méthodes glaciologiques directes.  L'ELA et l'AAR peuvent être déterminées sur la base de photographies aériennes prises à la fin de la période d'ablation et aucune mesure sur site n'est alors nécessaire. Cependant, la procédure ne fonctionne pas si la bordure du névé due à un regel de l'eau de fonte ne coïncide avec la ligne d'équilibre. De plus, des chutes de neige précoces peuvent rendre impossible la détermination de la ligne d'équilibre.

### Méthode géodésique
Avec la méthode géodésique (ou altimétrique), le changement de volume est déterminé en comparant l'élévation du glacier à deux moments précis, souvent sur une période de plusieurs années. Le changement de masse est calculé à partir du changement de volume, en se basant sur une estimation de densité moyenne. Il convient de noter qu'un changement d'épaisseur de glace en un point peut être causé par une perte ou un gain de masse ou par le seul écoulement de glace. La variation de volume d'une colonne de glace en un point donné du glacier est composée d'une contribution attribuable au bilan de masse et d'une autre contribution causée par le mouvement de la glace :
{\displaystyle \Delta V=\Delta V_{bil}+\Delta V_{dyn}}. 
La contribution de la dynamique des glaciers (de) peut dépasser celle du changement de masse. Cela signifie que, par exemple, aux points où une augmentation de volume est mesurée, l'ablation peut être supérieure à l'accumulation, c'est-à-dire qu'il existe un bilan de masse spécifique négatif.  
L'évaluation de cette composante due à la dynamique des glaciers, elle-même décomposée en déformation de la glace, déformation du lit et glissement de la glace sur le lit, est quelquefois complexe, notamment en cas de présence de nombreuses crevasses ou d'un lit d'eau subglaciaire, et des méthodes complémentaires sont explorées, telle que l'analyse sismique
Ces mesures sont de plus en plus souvent effectuées grâce à des méthodes d'imagerie aérienne ou satellitaire, ou  par balayage laser (en) ou interférométrie radar (en),.

### Méthode hydrologique
D'un point de vue hydrologique, le bilan de masse total d'un glacier peut être déterminé en soustrayant les pertes dues au ruissellement et à l'évaporation de la somme des précipitations dans le bassin versant du glacier. Il faut aussi tenir compte des variations de stockage d'eaux de ruissellement d'origine extérieure au glacier. L'estimation des précipitations par extrapolation de celles relevées dans un point de mesure extérieur au glacier peut être faussée. Globalement, cette méthode est coûteuse et difficile à mettre en œuvre, et les résultats obtenus peuvent être entachés d'une marge d'erreur allant jusqu'à 100 %. Pour ces raisons, la méthode hydrologique n'est généralement utilisée qu'en combinaison avec d'autres méthodes. Toutefois, contrairement à la méthode glaciologique, cette méthode permet de capter les changements de masse à l'intérieur et au fond du glacier.

### Méthodes basées sur des modèles
Semblable aux méthodes de prévision météorologique, cette approche utilise des modèles numériques qui simulent le comportement d'un glacier en interaction avec le temps et le climat. Les approches de modélisation se concentrent principalement sur l'ablation. Des approches relativement simples telle que celles basées sur le degré jour unifié sont utilisées ici, ainsi que des modèles de bilan énergétique plus détaillés qui incluent également, par exemple, le rayonnement solaire, l'albédo ou des données sur le vent. Le choix de la méthode dépend notamment des données disponibles. La distribution temporelle et spatiale des précipitations ne peut généralement être cartographiée qu'approximativement. Ces modèles doivent d'abord être calibrés à l'aide de données provenant de stations météorologiques proches et d'autres données historiques de bilan de masse . Les mouvements glaciaires qui ne sont pas liés au climat, tels que les avalanches ou les surges glaciaires, y sont mal ou appréhendées,. 

## Évolution historique des bilans de masse

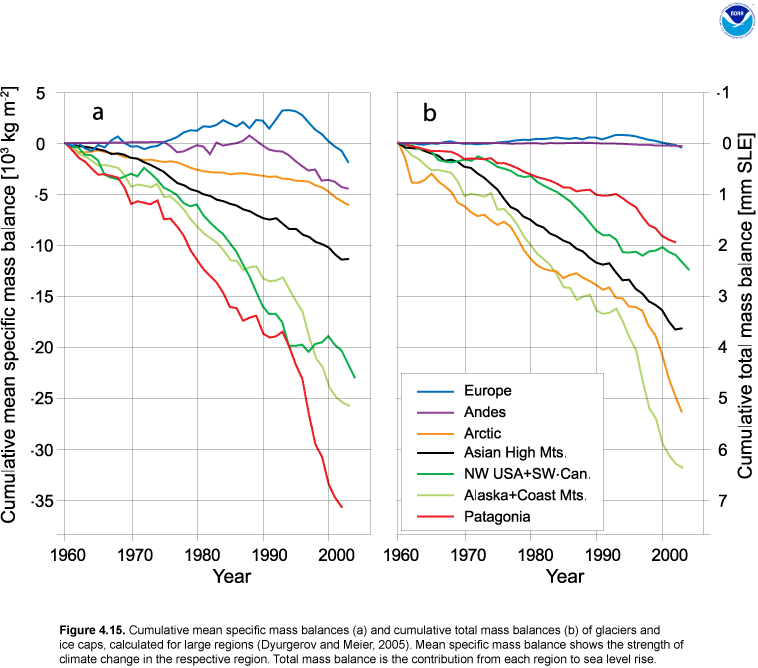
Bilans de masse moyens spécifiques cumulés sur la durée (à gauche) et bilans de masse cumulés totaux (à droite) des glaciers de différentes zones géographiques. Le schéma de gauche montre la perte moyenne dans chaque zone, exprimée en tonnes par mètre carré, celui de gauche illustre la contribution de chaque zone à l'élévation du niveau de la mer, exprimée en mm.

L'évolution du bilan de masse de différents glaciers cumulé sur plusieurs années donne des informations détaillées sur le changement climatique. Il existe plusieurs projets dans le monde surveillant ou ayant surveillé ce paramètre (GIEC, Agence européenne pour l'environnement, Service mondial de surveillance des glaciers, ainsi que organismes et projets de niveau national ou local : US Geology Surveys, programme de recherche du champ de glace de Juneau,,, Norvège, Suisse, etc.), les plus anciennes remontant à 1945.  Les courbes pluriannuelles produites montrent dans la plupart des cas un recul de ce bilan de masse.